# Хопкинс, Линда
Линда Хопкинс (англ. Linda Hopkins, урождённая Мелинда Элен Мэттьюз (англ. Melinda Helen Matthews); 14 декабря 1924, Нью-Орлеан, Луизиана, США — 10 апреля 2017, Милуоки, Висконсин, США) — американская блюзовая певица. Лауреат премий  Tony и Drama Desk Award (1972). Номинант на Грэмми в номинациях «Лучшее вдохновляющее выступление» (1983), «Лучшая запись традиционного блюза» (1990). Номинант Blues Music Awards в номинации «Исполнительница традиционного блюза» (1982, 1983, 1984, 1987) . «Чрезвычайно разносторонняя певица и исполнительница с серьёзными сценическими данными наряду с вокальными навыками, Линда Хопкинс была видной исполнительницей, начиная с начала 1950-х годов. Она записывала классический, традиционный и городской блюз, а также R&B, соул, джаз и мелодии для шоу, и всё это отлично и стильно» .

## Биография
Мелинда Элен Мэттьюз родилась в районе Сион-Сити Нового Орлеана в семье преподобного Фреда Мэттьюза-старшего и Хэйзел Смит. С трёхлетнего возраста пела в церковном хоре. В возрасте 11 лет она уговорила по телефону Махалию Джексон выступить на благотворительном вечере в церкви St. Mark's Baptist Church. Сама «Маленькая Элен Мэтьюз», как её тогда называли, выступила в детской части программы, исполнив госпел-хит «God Shall Wipe Your Tears Away». Махалия Джексон была настолько впечатлена исполнением, талантом и преданностью делу маленькой певицы (а также возрастом своей импрессарио ), что поспособствовала её вхождению в состав госпел-группы Southern Harp Spiritual Singers, где Элен Мэтьюз пела с 1936 года в течение более чем десяти лет. В составе этой группы она впервые записалась на четырёх пластинках. 
В 1936 году Элен Мэтьюз впервые увидела выступление Бесси Смит в The New Orleans Palace Theatre, и осталась в восхищении. Позднее, в 1959 году она получила признание критиков за исполнение песен Смит в театральной постановке Jazz Train. Элен Мэтьюз покинула Нью-Орлеан в 1950 году и в 1951 году начала выступать сольно в Slim Jenkins' Night Club в Ричмонде, Калифорния. Там она встретила и начала работать с Джонни Отисом и Литтл Эстер Филлипс, которые придумали ей сценическое имя Линда Хопкинс. Тогда же Линда сделала свои первые блюзовые записи для Savoy Records в Лос-Анджелесе — четыре сингла, включая два хита, «Doggin' Blues» и «Warning Blues» — с оркестром Джонни Отиса, и ещё два в Сан-Франциско с Флетчером Смитом . Критики отзывались например про «Doggin' Blues»: «В своем светском дебюте Хопкинс демонстрирует, возможно, самое технически впечатляющее выступление среди всех рок-певцов на сегодняшний день, демонстрируя непринужденную мощь, превосходное переключение регистров и эмоциональную убедительность в песне, написанной ею в соавторстве и явно предназначенной для того, чтобы шокировать слушателей» .
С 1952 года в течение двух лет певица гастролировала на Гавайях и в Японии, и это турне включило в себя выступление с Луи Армстронгом в Гонолулу. После возвращения в 1954 году Линда Хопкинс записала много синглов для лейблов Savoy, Crystalette, Forecast, Federal и Atco, гастролировала с группой Rock-n'Roll Cavalcade, и часто выступала в популярном театре Apollo в Гарлеме. В 1959 году на год прервала карьеру в связи с автомобильной аварией. 
В 1960 году Линда Хопкинс впервые отправилась на гастроли в Европу с постановкой Jazz Train. В Европе она даже записала и выпустила свой дебютный альбом Linda Hopkins. В 1961 году она, совместно с Джеки Уилсоном на Brunswick Records записала сингл «Shake a Hand», который добрался до 21 места в Billboard R&B. В 1963 году вышел дебютный в США полноформатный альбом певицы «Shake a Hand».  Находясь в Нью-Йорке между гастролями, Линда Хопкинс посещала актерскую школу Стеллы Адлер, чтобы «освежить свой талант» после опыта в Jazz Train и Broadway Express.
В 1970-е годы Линда Хопкинс продолжала гастролировать, записываться и много работала в различных постановках: мюзиклах Purlie и Inner City и других постановках. Это творчество принесло ей театральные премии «Tony» и Drama Desk Award. Уолтер Керр, обозреватель The New York Times писал про постановку Inner City: «Что касается меня, они могут выбросить всё из Inner City и просто дать леди по имени Линда Хопкинс стоять там всю ночь, слегка притопывая одной ногой, сдержанно открывая свой рот, и чтоб из него вырывались чудесные звуки…Она великолепна» .
В 1974 году она осуществила свою мечту: сделать моноспектакль, посвящённый Бесси Смит. Спектакль под названием Me and Bessie в 1974 году был поставлен в Вашингтоне, а 22 октября 1975 года начались его представления на Бродвее. Он продержался на Бродвее 453 представления, что стало выдающимся рекордом для сольного исполнителя. Этот рекорд был побит только через 28 лет . В 1977 году Линда Хопкинс выступила на инаугурационном балу у Джимми Картера.
В те же 1970-е Линда Хопкинс начала серьёзную карьеру в кино- и телефильмах; многие из ее ролей были блюзовыми певицами. Она играла мать Lil Boy в фильме «Обучение Сонни Карсона» (1974), она пела в фильмах «Корни» и его продолжении «Следующее поколение» (1979), в фильме Клинта Иствуда «Человек из притона» (1982). Она играла чисто комические роли в фильмах «Критическое состояние» (1987) и «Лепрекон 2: Одна свадьба и много похорон» (1994). Другие музыкальные фильмы, снятые для телевидения, включали «Митци… Ревущая в 20-х» (в котором она снова изображала Бесси Смит, 1976), «Пурли» (1981) и «Иди, расскажи об этом на горе » (1985) .
В 1985 году участвовала в премьере ревю Black and Blue в парижском театре Théâtre Musical Paris. Это ревю было запущено на Бродвее в 1989 году и выдержало 829 представлений. Линда Хопкинс была номинирована на Tony за лучшую актёрскую игру в мюзикле. С 1997 года была задействована в мюзикле Wild Women Blue, премьера которого состоялась в Берлине в 1997 году. Это ревю было данью уважения певицам Бесси Смит, Элле Фицджеральд, Билли Холидей и Дине Вашингтон. Оно было сыграно во всех крупных городах Германии, Париже, Амстердаме, Барселоне, Вене, Любляне, Монте-Карло и нескольких городах США . 
В октябре 2005 года Линда Хопкинс была удостоена звезды на Голливудской «Аллее Славы». Персона певицы является предметом исследования опубликованной докторской диссертации «Motherin' The Blues: Linda Hopkins — The Continuing Legacy of the Blues Woman» авторства Эрани Барроу-Прайор (2005) 
В 2006 году Линда Хопкинс перенесла инсульт, после чего оставила карьеру. Она умерла в 2017 году в Милуоки, не оставив после себя близких родственников.

## Дискография
- Shake a Hand (Brunswick, 1963)
- Linda Hopkins (RCA Victor, 1972)
- Me and Bessie (Columbia, 1976)
- How Blue Can You Get (Palo Alto, 1983)
- Here's the Kid: Live in Sesjun (Jazz Between the Dikes, 1994)
- Mel Howard Presents: Wild Women Blues (DRG, 1999)
- The Living Legend Live! (FreeHam, 2006)

## Фильмография
- 2002: Cool Cat Theme Song [8]
- 2003: Trolly the Trout Theme Song[9]
- 2009:  Linda Hopkins: Deep in the Night